# Krimi Jadiya
Krimi Jadiya (18 de agosto de 1995) es una deportista tunecina que compite en remo. Ganó cuatro medallas en el Campeonato Mundial de Remo en Sala, en los años 2021 y 2023.

## Palmarés internacional
| Campeonato Mundial | Campeonato Mundial   | Campeonato Mundial | Campeonato Mundial |
| Año                | Lugar                | Medalla            | Prueba             |
| ------------------ | -------------------- | ------------------ | ------------------ |
| 2021               | Sede virtual         | Medalla de plata   | Ligero 500 m       |
| 2021               | Sede virtual         | Medalla de bronce  | Ligero 2000 m      |
| 2023               | Mississauga (Canadá) | Medalla de oro     | Ligero 500 m       |
| 2023               | Mississauga (Canadá) | Medalla de oro     | Ligero 2000 m      |